# 维利耶勒迪克
维利耶勒迪克（法語：Villiers-le-Duc，法語發音：[vilje lə dyk]）是法国科多尔省的一个市镇，属于蒙巴尔区。

## 地理
维利耶勒迪克（47°49'16"N, 4°42'27"E）面积84.34 平方千米，位于法国勃艮第-弗朗什-孔泰大區科多尔省，该省份为法国中东部省份，北起奥布省，西接涅夫勒省和约讷省，南至索恩-卢瓦尔省，东南接汝拉省，东临上索恩省，东北部与上马恩省接壤。
与维利耶勒迪克接壤的市镇（或旧市镇、城区）包括：迈塞勒迪克、布雷翁河畔罗什福尔、班塞、塞纳河畔沙蒂永、埃萨鲁瓦、塞纳河畔诺、圣日耳曼勒罗舍、旺韦、武莱讷莱唐普利耶。

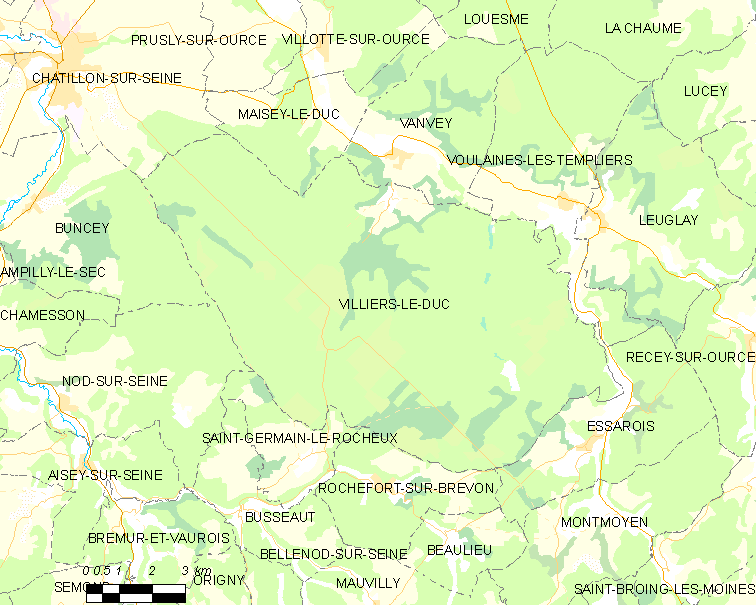
维利耶勒迪克的OSM定位图

维利耶勒迪克的时区为UTC+01:00、UTC+02:00（夏令时）。

## 行政
维利耶勒迪克的邮政编码为21400，INSEE市镇编码为21704。

## 政治
维利耶勒迪克所属的省级选区为塞纳河畔沙蒂永县。

## 人口

1962-2008年间维利耶勒迪克人口变化图示

维利耶勒迪克于2022年1月1日时的人口数量为111人。